# Eunicella papillifera
Eunicella papillifera is een zachte koraalsoort uit de familie Gorgoniidae. De koraalsoort komt uit het geslacht Eunicella. Eunicella papillifera werd in 1857 voor het eerst wetenschappelijk beschreven door Edwards & Haime. 